# ايزوكونازول
إيزوكونازول Isoconazole هو مضاد فطري من زمرة الإيميدازول مع طيف فاعلية واسع، كما أنه يؤثر على بعض الجراثيم إيجابية الغرام. يشبه بفاعليته فاعلية الكلوتريمازول.
في نيجيريا وبريطانيا وجد الباحثون الاطباء في حالة التهابات القدم والالتهابات المهبلية، ان إيزوكونازول لديه فعالية مماثلة للكلوتريمازول.

## الاستخدام والجرعة
- مهبليا: للإصابة الفطرية الجهازية المهبلية: للبالغين كفرزجة: 600ملغ كجرعة وحيدة أو 300ملغ جرعة واحدة يوميا لمدة 3 أيام. أو ككريم مهبلي 1% يطبق مرة واحدة يوميا ولمدة 7 أيام.
- جلديا: للالتهابات الجلدية الفطرية: للبالغين ككريم 1% أو 2% يطبق على المناطق المتضررة.

## الآثار الجانبية
ردود فعل موضعية كالحكة والحروق.
- زيادة نمو كائنات عضوية غير متوقعة.

## تحذيرات خاصة
- الحمل والإرضاع.
- قد تسبب ضرر في مانع الحمل لاتكس أو المطاطي وموانع الحمل الإضافية والتي تقدر ضرورتها خلال الإعطاء الموضعي.

## التخزين
للأشكال الجلدية والمهبلية تخزن تحت 30 درجة مئوية.